# Historia de la neurología
La historia de la neurología se remonta a tiempos prehistóricos, pero la disciplina académica no comenzó sino hasta el siglo XVI. De una ciencia observacional se desarrolló una manera sistemática de abordar al sistema nervioso y a las posibles intervenciones en enfermedades neurológicas.

## Orígenes

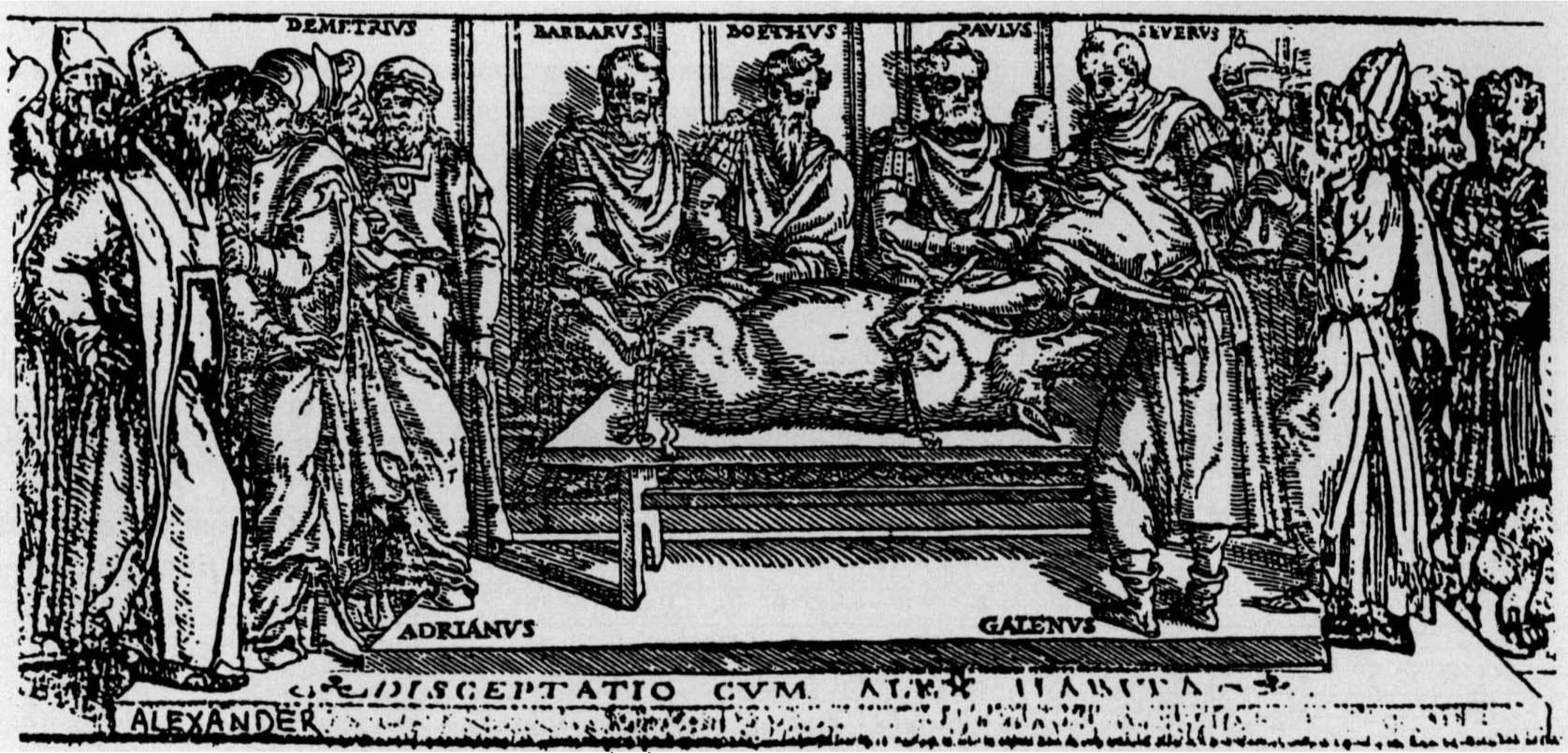
Galeno demostrando los nervios recurrentes en público

Un tratado del antiguo Egipto acerca de las cirugías por traumas físicos, el papiro Edwin Smith, contiene descripciones y sugiere tratamientos para diversas lesiones, incluidas algunas de naturaleza neurológica. Específicamente, hay descripciones de las meninges, de la superficie externa del cerebro, del líquido cefalorraquídeo y de las pulsaciones intracraneales. Es necesario mencionar que no solamente se habla de estas características neurológicas, sino que también se logra distinguir que algunas funciones corporales pueden verse afectadas por lesiones cerebrales o lesiones de la columna cervical.
Hay muchos otros ejemplos de observaciones de los fenómenos neurológicos a lo largo de la historia. Los sumerios ilustraron la paraplejia como causa de un trauma físico en un bajorrelieve de un león con una flecha en su espalda. Los trastornos neurológicos que no eran causados por trastornos físicos también fueron investigados. Por ejemplo, en la medicina del periodo védico de la antigua India, el texto ayurveda Charaka Samhita habla acerca de la epilepsia, con un análisis de los síntomas y de los posibles tratamientos. Ligeramente más tarde, en la antigua Grecia, el médico Hipócrates estaba convencido de que la epilepsia tiene una causa natural, no sagrada.
Los antiguos griegos también diseccionaron al sistema nervioso. Por ejemplo, Aristóteles (aunque malinterpretó la función del cerebro) describe las meninges, y también distingue entre el cerebro y el cerebelo. Un poco más tarde, en Roma, Galeno realizó muchas disecciones del sistema nervioso en una variedad de especies, incluyendo al mono. Un descubrimiento particular que él hizo fue la importancia de los nervios laríngeos recurrentes. Originalmente, cortó a través de ellos accidentalmente mientras realizaba un experimento en los nervios que controlan la respiración por medio de una vivisección a un cerdo atado que se hallaba chillando. El cerdo paró inmediatamente de chillar, pero continuó luchando. A continuación, Galeno realizó el mismo experimento en una variedad de animales, incluyendo perros, cabras, osos, leones, vacas y monos, encontrando resultados similares cada vez. Finalmente, para publicar este nuevo resultado, demostró el experimento en un par de cerdos a una gran audiencia en Roma, diciéndoles: "Hay un par de [nervios] parecidos al cabello en los músculos de la laringe en ambos lados, izquierdo y derecho que si se liga o corta reproduce el habla de los animales sin dañar ya sea su vida o su actividad funcional."

## Anatomía y fisiología

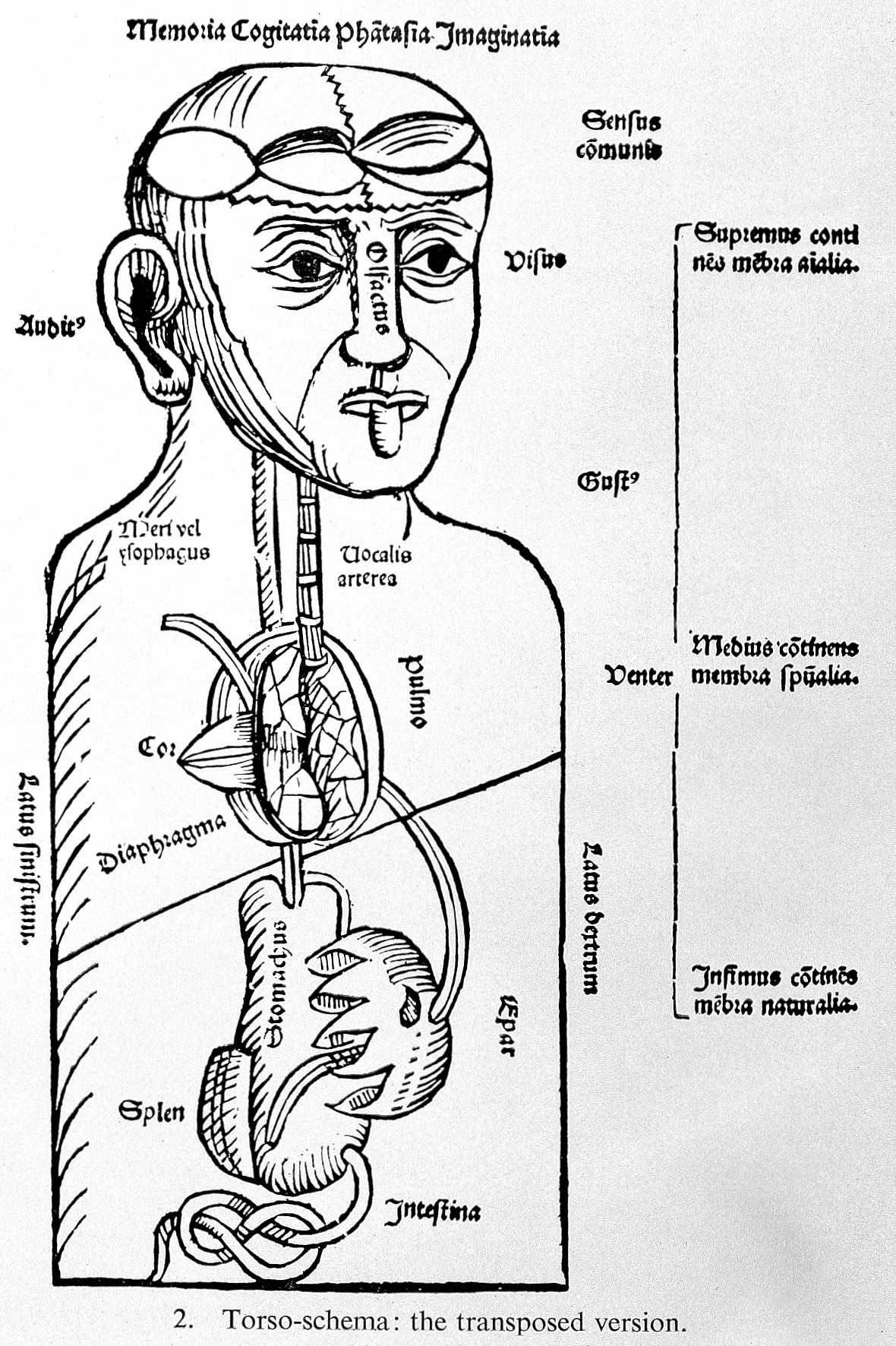
Ilustración en Human torso, de Johann Peyligk, publicado en 1499.

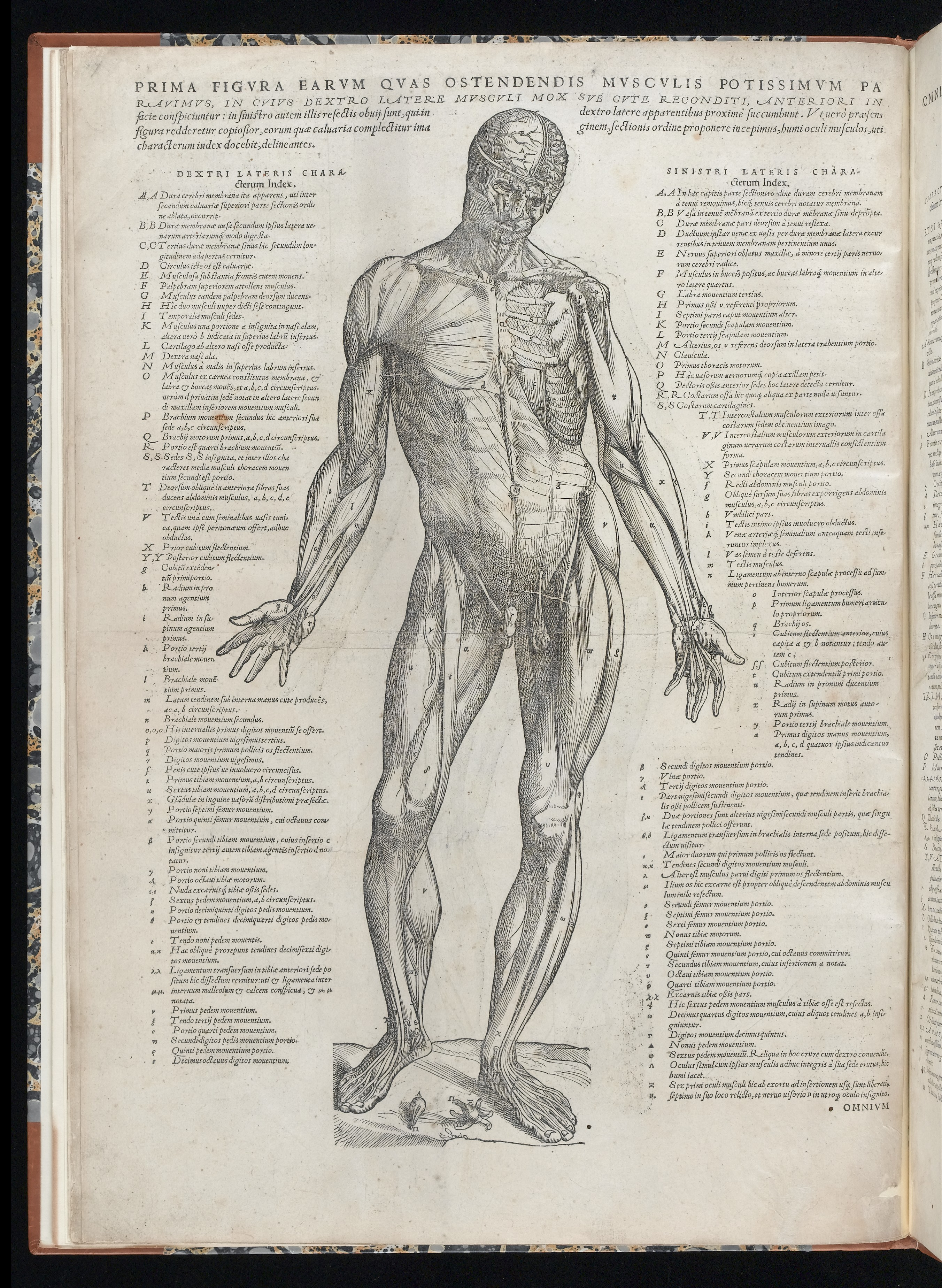
Ilustración en De humani corporis fabrica, de Andreas Vesalius, en 1543.

- Junto con la mayoría de las otras ciencias, los primeros avances reales en neurología después de los griegos ocurre en el Renacimiento. La invención de la imprenta permitió la publicación de libros de texto anatómicos, páginas, permitiendo la diseminación del conocimiento. Un ejemplo temprano es el Compendium philosophiae naturalis, de Johann Peyligk, publicado en Leipzig, Alemania, en 1499. Este trabajo contiene 11 grabados en madera, que representan a la duramadre, la piamadre y los ventrículos.[6]

- Una revolución tuvo lugar tanto en neurología, de manera particular, como en anatomía, de manera general, cuando Andrés Vesalio publicó su obra De humani corporis fabrica en 1543. Este incluye imágenes detalladas representando a los ventrículos, nervios craneales, glándula pituitaria, meninges, estructuras del ojo, el suministro vascular en el cerebro y la médula espinal, y una imagen de los nervios periféricos.[6] Vesalio también expuso la inexistencia de estructuras que habían creído que se presentaban en el cerebro desde el reverenciado trabajo de Galeno, tales como la rete mirabile. Las disecciones de Galeno fueron todas particularmente en animales , la rete mirabile solamente está bien desarrollada en ungulados.[7] Vesalio, a comparación de muchos de sus contemporáneos, no se suscribió a las entonces comunes creencias de que los ventrículos eran responsables del funcionamiento del cerebro, argumentando que muchos animales tienen sistemas de ventrículos similares a los de los humanos, pero en realidad no tienen inteligencia como tal.[8] Parece que él rara vez removió el cerebro del cráneo antes de cortarlo pues muchos de sus diagramas muestran que el cerebro se sienta dentro de una cabeza cortada.[9]

Thomas Willis, en 1664, publicó su obra "Anatomía del cerebro", seguida por "Patología cerebral" en 1676. Extrajo el cerebro del cráneo humano y fue capaz de describirlo con más claridad, exponiendo el círculo de Willis – el círculo de embarcaciones que habilita la irrigación arterial del cerebro. Él tenía algunas nociones sobre el funcionamiento del cerebro, incluyendo una vaga idea en cuanto a la localización y los reflejos, describió la epilepsia, la apoplejía y la parálisis. Como ya se mencionó, él usó la palabra neurología.[cita requerida]
Un comienzo del entendimiento de la enfermedad vino con el primer anatomista mórbido, la ilustración anatómica mórbida, y el desarrollo de la impresión a color efectiva. Matthew Baillie y Jean Cruveilhier ilustraron las lesiones en el accidente cerebrovascular en 1799 y en 1829, respectivamente.[cita requerida]

## Microscopía
Solo cuando se identificaron las células en el microscopio fue posible progresar más allá de la noción anatómica más cruda. En 1837, Jan Evangelista Purkyně dio la primera descripción de las neuronas, ciertamente una muy temprana descripción de las células de cualquier tipo. Más tarde Camillo Golgi y Santiago Ramón y Cajal tiñeron con cromato de plata las ramificaciones de las células nerviosas; éstos sólo podían ser tocados o hacer sinapsis. El cerebro ahora tenía una forma demostrada, sin funciones localizadas. El filósofo René Descartes especuló que cada actividad de un animal era una reacción necesaria a algunos estímulos externos; la conexión entre los estímulos y la respuesta fue hecha a través de una ruta nerviosa definida. Luigi Galvani demostró que la estimulación eléctrica de los nervios produce contracción muscular, y el trabajo competitivo de Charles Bell y de Francois Magendie condujeron a la vista de que las astas ventrales de la médula espinal eran motoras y el asta dorsal era sensorial. El caso de un paciente con hemiplejia que no podía hablar permitió a Paul Broca ver que las funciones en la corteza cerebral se localizan anatómicamente. Ivan Pavlov se dio cuenta de que mientras sus perros babeaban, un simple reflejo podía ser modificado por unas funciones cerebrales superiores. Estas ideas neurológicas fueron coordinadas e integradas por el neurofisiólogo Charles Scott Sherrington.[cita requerida]

## Diagnóstico
Los médicos pueden poner la teoría de la neurología en práctica solo si han desarrollado las herramientas apropiadas y procedimientos para la investigación clínica. Esto sucedió poco a poco en el siglo XIX – por ejemplo: el martillo de reflejos, oftalmoscopio, pinzas y diapasón, jeringas y la punción lumbar. Los rayos X, la electroencefalografía, la angiografía y la tomografía axial computarizada fueron las siguientes. Los neurólogos clínicos correlacionaron sus hallazgos después de la muerte con los neuropatólogos. El más conocido fue William Richard Gowers, que publicó un texto importante en dos volúmenes: el Manual de las enfermedades del sistema nervioso (1886, 1888), conocido en Queen Square, Londres, como la Biblia de la neurología.
A finales del siglo, se establecieron las conexiones entre un accidente cerebrovascular y hemiplejía, un trauma físico y paraplejia, espiroqueta y las personas paralizadas por demencia que llenaban los hospitales psiquiátricos. La primera cura quimioterapéutica de una infección grave fue la Arsfenamina para la sífilis, seguida por la inducción de fiebre en la neurosífilis. El tratamiento de la neurosífilis llegó a ser altamente efectiva cuando se introdujeron los antibióticos.[cita requerida]

## Neurocirugía
En 1878, William Macewen eliminó un meningioma, y el paciente sobrevivió por muchos años. Nueve años después, Victor Horsley fue el primer médico en extraer un tumor espinal. El cirujano Harvey Cushing eliminó con éxito un adenoma pituitario de una acromegalia en 1909. El tratamiento de la hiperfunción endocrina fue un importante hito neurológico.[cita requerida]
En Portugal, Egas Moniz desarrolló un procedimiento de leucotomía (ahora conocido casi siempre como lobotomía) para tratar desórdenes psiquiátricos graves. Aunque comúnmente se dice que el desarrollo de la lobotomía fue inspirado por el caso de Phineas Gage, un trabajador del ferrocarril que tenía una barra de hierro impulsada a través de su lóbulo frontal izquierdo en 1848, la evidencia está en contra de esto.